# Bordzjomi (stad)
Bordzjomi (Georgisch: ბორჯომი) is een stad in het zuiden van centraal-Georgië met 11.173 inwoners (2023), gelegen in de regio Samtsche-Dzjavacheti. De stad is het bestuurlijk centrum van de gelijknamige gemeente en staat bekend om het gelijknamige mineraalwater. Bordzjomi hemelsbreed 120 kilometer van hoofdstad Tbilisi en is gesitueerd in de Bordzjomi-kloof, waar de Mtkvari doorheen stroomt. De stad was de zomerresidentie van de Russische aristocratie.

## Geschiedenis
In de Middeleeuwen maakte het gebied van wat nu Bordzjomi is, deel uit van de provincie Tori. Er waren een aantal forten die strategische kruispunten van routes bewaakten die naar de westelijke, oostelijke en zuidelijke provincies van Georgië leidden. Drie belangrijke forten, "Gogia", "Petra" en "Sali", kijken nog steeds uit over de stad vanaf de nabijgelegen heuvels. Van de 16e tot 19e eeuw behoorde het gebied tot de adellijke familie van Avalisjvili, maar raakte het grotendeels ontvolkt als gevolg van Ottomaanse invallen.

### Russische aristocratie

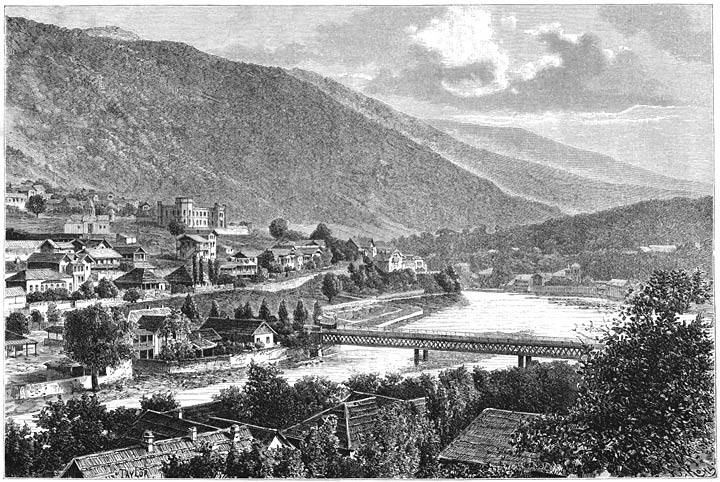
Bordzjomi in 1887

Na de Russische annexatie van Georgië begonnen de Russen het gebied van Bordzjomi te revitaliseren. Het toponiem Bordzjomi werd in de jaren 1830 geïntroduceerd voor de nieuwe nederzetting, maar volgens een Ottomaans namenboek bestond de naam al in de omgeving voor een kleine nederzetting van vijf families. De stad en omgeving werden onder de Russische militaire autoriteiten geplaatst, waarna er zich eerst vooral soldaten vestigden. Later werden er meer gebouwen en baden gebouwd.
In het begin van de jaren 1840, toen de Russische onderkoning van de Kaukasus Jevgeny Golovin zijn dochter meebracht om te genezen in de mineraalwaters, versnelde hij de officiële overdracht van de waterbronnen van het leger naar de civiele autoriteiten. De onderkoning Michail Vorontsov, die gefascineerd was door het lokale landschap en mineraalwater, maakte van Bordzjomi zijn zomerresidentie en renoveerde het met nieuwe parken.

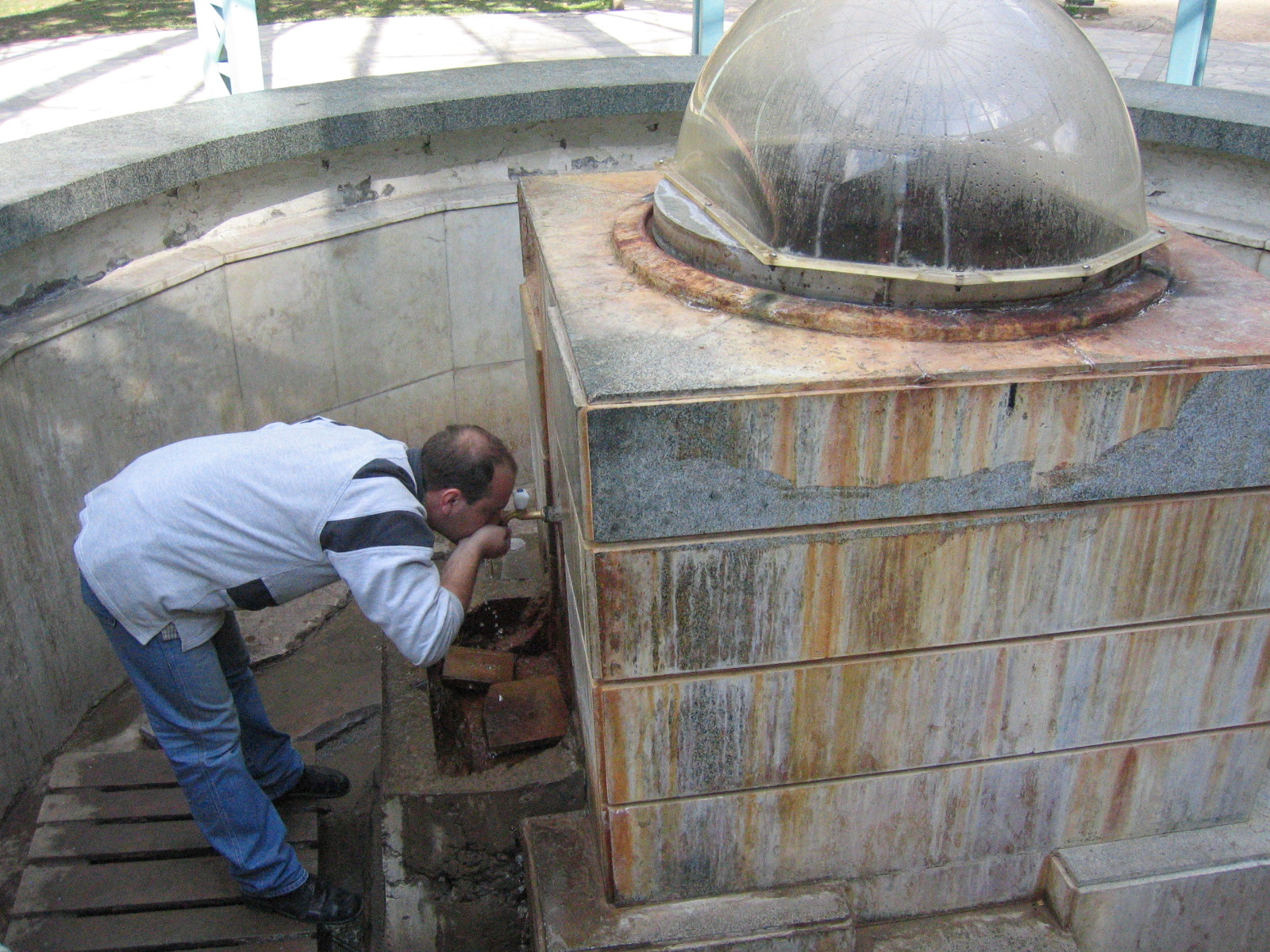
Mineraalwaterbron

Het warme klimaat, de mineraalwaterbronnen en de bossen maakten Bordzjomi tot een favoriet zomeroord voor de aristocratie en gaven het de populaire naam "de parel van de Kaukasus". In de jaren 1860 werden nieuwe hotels gebouwd en werd een administratie voor mineraalwater opgericht. In 1871 werd Bordzjomi geschonken aan het koninklijke familielid Groothertog Michaël Nikolajevitsj, toen de onderkoning van de Kaukasus.
In de jaren 1890 liet de zoon van Michaël Nikolajevitsj, Nicolaas, een park en een landgoed bouwen in Likani aan de westkant van Bordzjomi. De stad groeide aanzienlijk door de hoeveelheid Russische migranten en in 1901 overtrof het aantal etnisch Russische inwoners (2.031) voor het eerst het aantal inheemse Georgiërs (1.424). De export van mineraalwater in flessen kwam op gang en in 1921 kreeg Bordzjomi de stadsstatus, een reflectie van de ontwikkeling van de plaats.
Na de invasie van het Rode Leger in de Democratische Republiek Georgië in 1921 nam het Sovjetregime alle aristocratische herenhuizen in beslag en veranderde ze in sanatoria, bezocht door de elite van de communistische partij. Ondanks aanzienlijke schade veroorzaakt door een overstroming op 18 april 1968, bleef Bordzjomi gedurende het Sovjettijdperk groeien.

### Opleving in 21e eeuw
De jaren van politieke en economische crisis na het uiteenvallen van de Sovjet-Unie belemmerden de ontwikkeling van het gebied, maar Bordzjomi bleef een populaire bestemming voor binnenlands toerisme. In de jaren 2000 kwamen particuliere investeringen in het lokale toerisme los door een gerichte aanpak van de overheid om de infrastructuur in Bordjzomi te herstellen van een decennium van verval.
Bordzjomi werd samen met Bakoeriani op 22 juni 2005 door Georgië genoemd als kandidaat-stad voor de Olympische Winterspelen van 2014, maar het werd op 22 juni 2006 door het Internationaal Olympisch Comité geëlimineerd als kandidaat.

## Demografie
Begin 2024 had Bordzjomi 11.173 inwoners, een groei van 6% ten opzichte van de volkstelling in 2014.
| Aantal                                                           | 3.913 | 5.372 | 14.317 | 15.332 | 16.316 | 18.059 | 19.007 | 14.445 | 10.546 | 11.085 | 11.173 |
| Verantwoording data: Bevolkingsstatistiek Georgië 1897 tot heden |       |       |        |        |        |        |        |        |        |        |        |

### Etniciteit en religie
De bevolking van Bordzjomi was volgens de volkstelling van 2014 in overgrote meerderheid Georgisch (92,9%). Etnische minderheden in de stad zijn Armeniërs (4,3%) en Russen, Osseten, Grieken en Oekraïners (allen minder dan 1%). De Osseetse gemeenschap is een overblijfsel uit de periode dat er Osseetse gemeenschappen in het Trialetigebergte woonachtig waren. Deze zijn sinds de etnische conflicten begin jaren 1990 vrijwel geheel verdwenen.

## Bezienswaardigheden

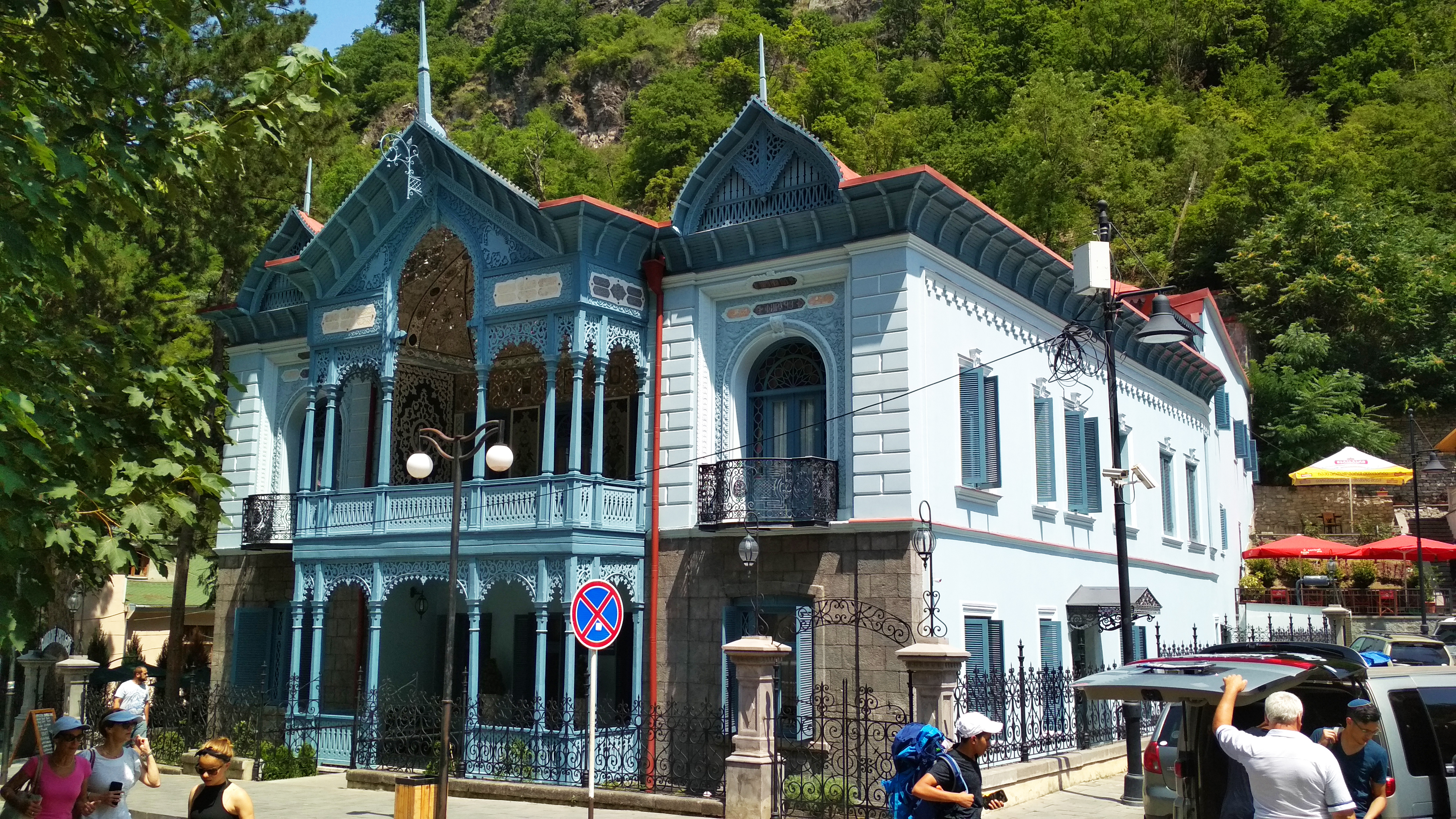
Voormalige zomerresidentie Perzische ambassadeur, nu hotel

- Bordzjomi is een balneologisch en klimatologisch kuuroord. Tijdens de Sovjettijd had het de status van een vakbondsoord. Het mineraalwater staat bekend om zijn genezende werking. Het gebottelde Borjomi mineraalwater is het bekendste mineraalwater in Georgië en is een belangrijk exportproduct.[15]
- De stad is uitvalsbasis voor het Nationaal park Bordzjomi-Charagaoeli.
- Het paleis Likani, zomerresidentie van de Russische keizerlijke familie.
- Centraal Park, een parkomgeving rond de Bordzjomoela rivier, een rechterzijrivier van de Mtkvari. Hier is ook een publieke bron van het heilzame bronwater, en het benedenstation van de kabelbaan.
- De Bordzjomi - Bakoeriani spoorlijn, een smalspoor naar berg- en wintersportoord Bakoeriani, aangelegd rond 1900. De lijn overbrugt een hoogte van 900 meter over 37 kilometer (zie ook Vervoer).

## Vervoer

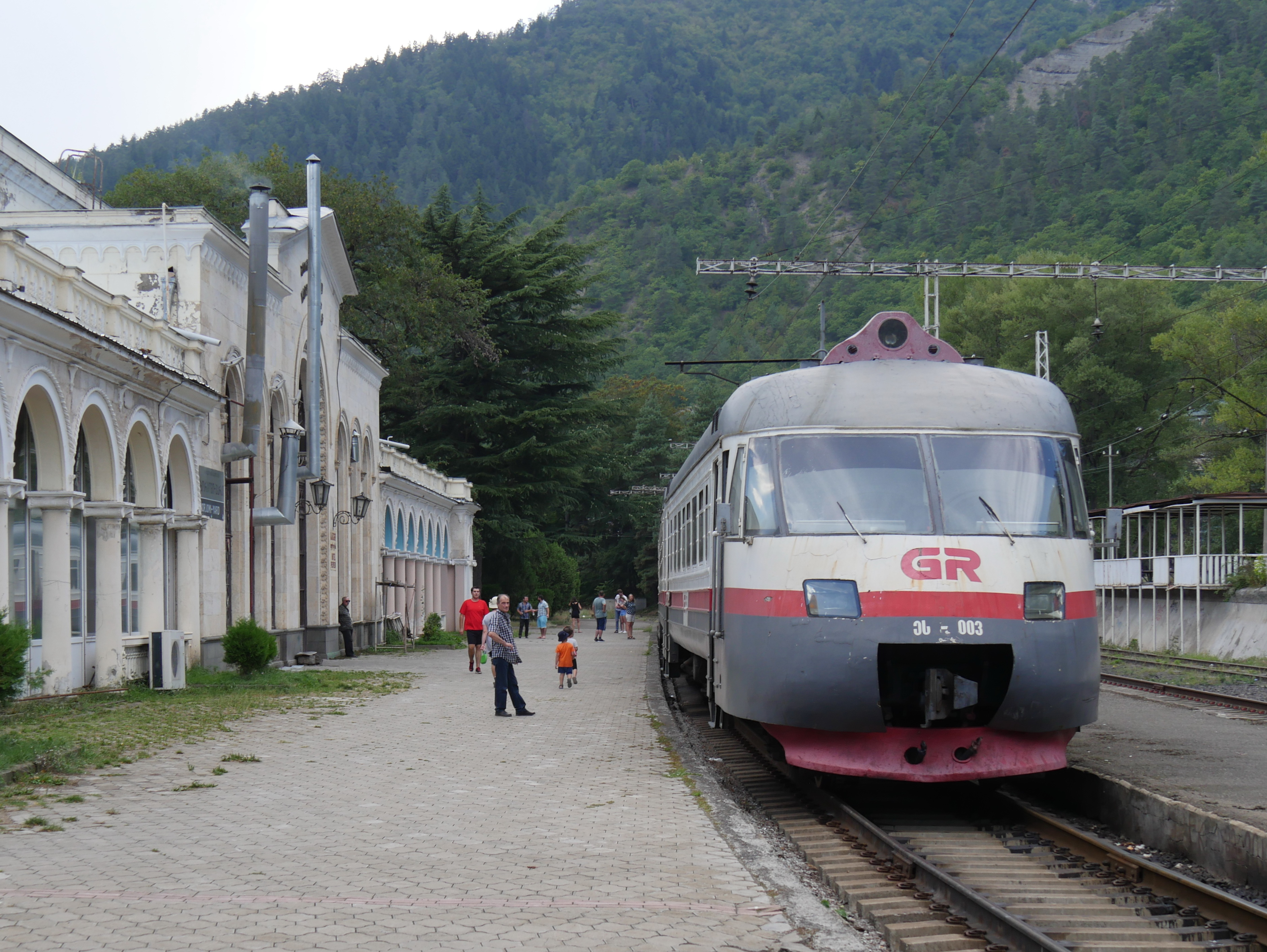
Trein naar Tbilisi

De Georgische route van internationaal belang S8 die centraal Georgië en Tbilisi met Turkije verbindt via Achaltsiche komt door Bordzjomi. Verder leidt de nationale route Sh20 vanaf Bordzjomi door het Trialetigebergte naar berg- en wintersportgebied Bakoeriani en gaat verder door naar Achalkalaki via de 2.417 meter hoge Tschratskaro-pas.
De stad is het eindpunt van de spoorlijn uit Chasjoeri, een aftakking van de Tbilisi - Poti spoorlijn. Sinds medio 2012 rijden er geen passagierstreinen meer over het traject Bordzjomi - Achaltsiche - Vale. Bordzjomi wordt dagelijks vanuit Tbilisi bediend, een rit van ruim 4 uur.

### "Koekoesjka"

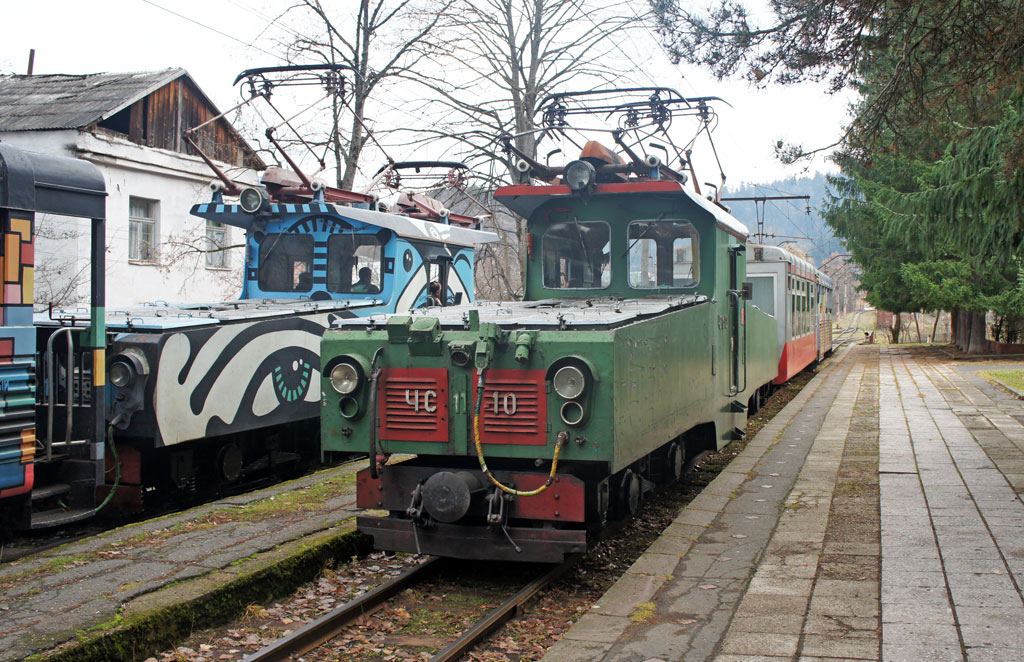
De "Koekoesjka".

Bordzjomi is het beginpunt van een 37 kilometer lange smalspoorlijn naar Bakoeriani, die een hoogte overbrugt van 900 meter, een rit van twee uur en dertig minuten per enkele reis. De dienstregeling bestaat uit twee treinen die elkaar in Tsagveri passeren. De bouw van de lijn begon in 1897 en was klaar in 1902 toen de lijn geopend werd. Bij het plaatsje Tsagveri ontwierp Gustave Eiffel een kenmerkende brug die er nog steeds ligt. In 1966 werd de lijn geëlektrificeerd, waarmee de kenmerkende Tsjechische "Krokodil" locomotieven werden geïntroduceerd, die ter plekke ook wel "Koekoesjka" worden genoemd (Russisch voor koekoek). In 2016 werd de spoorlijn gerenoveerd, en in 2017 kreeg het de status van cultureel erfgoed monument. De lijn is sinds medio 2021 niet operationeel zonder verdere specificaties over reden of de duur.
De smalspoorlijn speelde een hoofdrol in aflevering 7 van het 18e seizoen (2018) van het tv-programma "Wie Is De Mol?".

### Kabelbaan

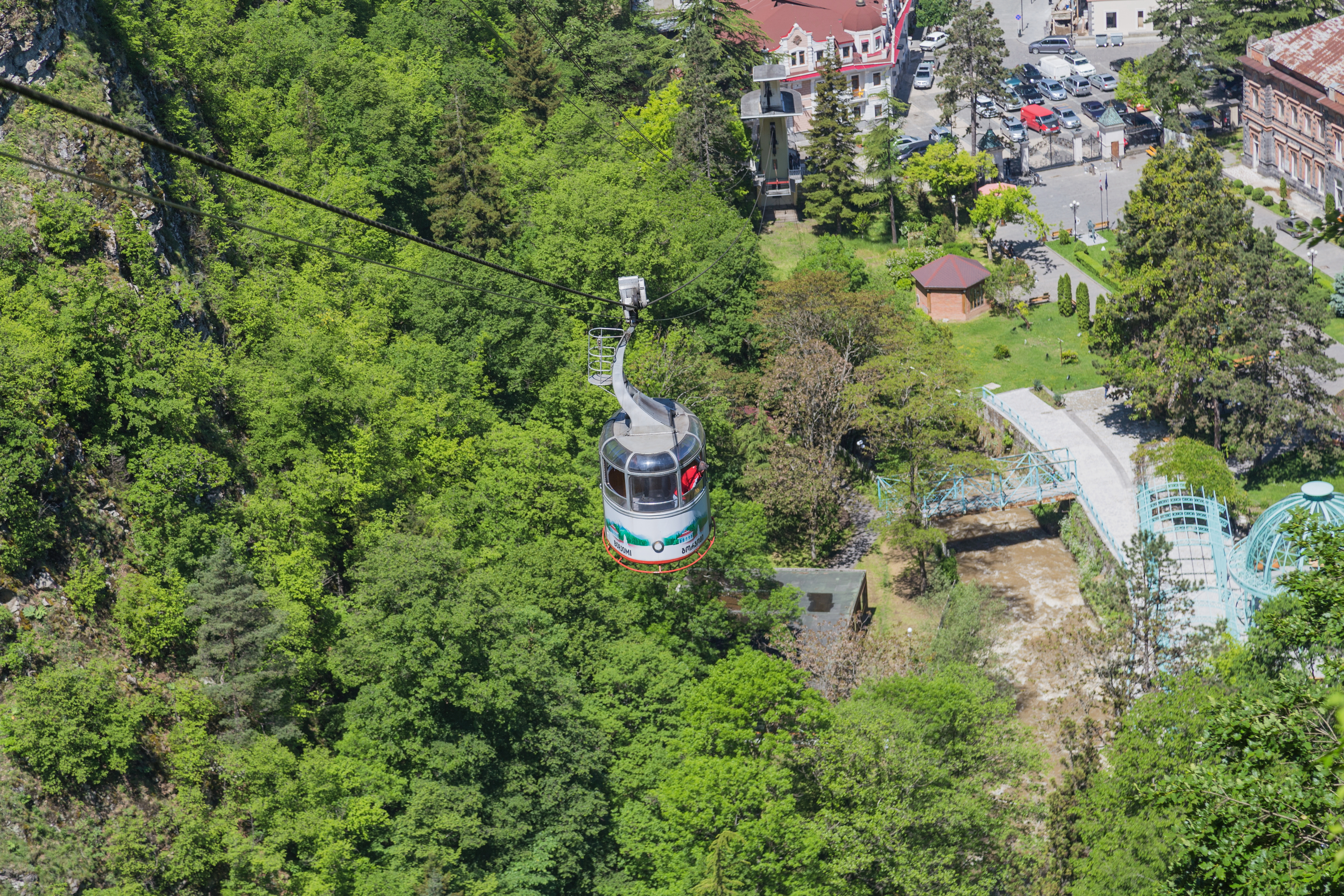
Kabelbaan.

Vanaf het Centraal Park gaat een kabelbaan met een lengte van 376 meter naar de bovenkant van de rivierkloof. De kabelbaan werd in 1962 aangelegd, maar hield in de jaren 1990 op te functioneren. In 2006 werd de kabelbaan opnieuw in gebruik genomen met de oorspronkelijke gondel. Het hoogste vrij hangende punt van de gondel boven het dal bereikt is 116 meter.

## Stedenbanden
Bordzjomi heeft stedenbanden met:
- Legionowo, Polen (sinds 2015)[25]
- Madona, Letland (sinds 2013)
- Poltava, Oekraïne (sinds 2011)

## Sport
De voetbalclub FK Bordzjomi heeft haar thuisbasis in het lokale Dzjemal Zeïnklisjvilistadion. De club speelde na de onafhankelijkheid van Georgië twee decennia voornamelijk in de hoogste twee klassen, maar is sindsdien gedegradeerd naar lagere klassen.

## Geboren
- Sergej Michajlovitsj Romanov (1869-1918), grootvorst van Rusland.
- Otto Smik (1922-1944), vliegende aas van de Royal Air Force. Omgekomen bij Ittersum nadat hij voor de tweede keer boven Nederland werd neergeschoten. Eerder kon hij nog ontsnappen naar geallieerd gebied.
- Nodar Koemaritasjvili (1988 - 2010), rodelaar. Omgekomen tijdens een training voor de Olympische Winterspelen 2010 in Canada.[26]